# Abubakar Abdullahi
Abubakar Idris Abdullahi (27 januari 2006) is een Nigeriaans voetballer die sinds 2024 uitkomt voor KAA Gent.

## Clubcarrière
Abdullahi maakte in januari 2024 de overstap van FC Jega United naar KAA Gent. De Nigeriaan werd er aanvankelijk ondergebracht bij Jong KAA Gent, het beloftenelftal van de club in Eerste nationale. In zijn eerste halve seizoen was hij er goed voor twee goals in vijftien competitiewedstrijden. In zijn eerste volledige seizoen bij Jong Gent was hij goed voor negen competitiegoals. Daarmee hielp hij Jong Gent mee aan de titel in Eerste nationale VV en de bijbehorende promotie naar Eerste klasse B.
Op 8 augustus 2025 maakte Abdullahi zijn debuut in de Belgische profreeksen: op de openingsspeeldag van de Challenger Pro League liet trainer Thomas Matton hem starten tegen Olympic Club Charleroi. Abdullahi scoorde kort voor de rust de 0-2 en werd in de 56e minuut vervangen door Gyano Vanderdonck.

## Clubstatistieken
| Seizoen         | Club            | Land            | Competitie          | Competitie | Competitie | Beker | Beker | Supercup | Supercup | Europees | Europees | Totaal | Totaal |
| Seizoen         | Club            | Land            | Competitie          | Wed.       | Dlp.       | Wed.  | Dlp.  | Wed.     | Dlp.     | Wed.     | Dlp.     | Wed.   | Dlp.   |
| --------------- | --------------- | --------------- | ------------------- | ---------- | ---------- | ----- | ----- | -------- | -------- | -------- | -------- | ------ | ------ |
| 2023/24         | Jong KAA Gent   | Vlag van België | Eerste nationale    | 15         | 2          | —     | —     | —        | —        | —        | —        | 15     | 2      |
| 2024/25         | Jong KAA Gent   | Vlag van België | Eerste nationale VV | 25         | 9          | —     | —     | —        | —        | —        | —        | 25     | 9      |
| 2025/26         | Jong KAA Gent   | Vlag van België | Eerste klasse B     | 1          | 1          | —     | —     | —        | —        | —        | —        | 1      | 1      |
| Carrière totaal | Carrière totaal | Carrière totaal | Carrière totaal     | 41         | 12         | 0     | 0     | 0        | 0        | 0        | 0        | 41     | 12     |

Bijgewerkt op 8 augustus 2025.

## Interlandcarrière
Abdullahi nam in 2023 met Nigeria –17 deel aan de Afrika Cup onder 17. Abubakar scoorde er in de derde groepswedstrijd tegen Zuid-Afrika (2-3-winst) en in de kwartfinalewedstrijd tegen Burkina Faso (1-2-nederlaag).
2 Kotto ·
3 Brown ·
4 Watanabe ·
5 Lopes ·
6 Gandelman ·
8 Gerkens ·
9 Guðjohnsen ·
10 Omgba ·
11 Sonko ·
12 Gambor ·
13 Mitrović ·
14 Vanzeir‎ ·
15 Ito ·
16 Delorge ·
17 Hjulsager ·
18 Samoise ·
19 Surdez ·
20 Araújo ·
21 Dean ·
22 Fadiga ·
23 Torunarigha ·
24 Kums  ·
26 Fortin ·
27 De Vlieger ·
29 Varela ·
30 De Schrevel ·
32 Vandenberghe ·
33 Roef ·
35 De Meyer ·
45 Goore ·
Coach: Milićević
· Assistent-coach: Van Dessel